# Heteractis
Heteractidae
Famille
Genre
Heteractis est un genre d'anémones de mer, le seul de la famille des Heteractidae.

## Répartition
Les anémones de mer du genre Heteractis vivent dans l'océan Indien et dans l'océan Pacifique.

## Généralités
L’anémone de mer n'est pas un végétal : c'est un animal car elle a un tube digestif. C’est une parente des méduses, des gorgones et des coraux.
Elle vit fixée aux rochers mais peut se déplacer.
Ses tentacules sont venimeux et lui permettent de capturer des proies. Le nombre de tentacules est toujours un multiple de 6 (6, 12, 36...).
Poissons-clowns et anémones vivent souvent en symbiose.

## Alimentation
Les Heteractis mangent des poissons et des crustacés dont des crabes.

## Reproduction
Cet animal bourgeonne comme les plantes, chaque bourgeon donne naissance à une petite anémone.

## Liste des espèces
Selon World Register of Marine Species (29 octobre 2014) et ITIS (29 octobre 2014) :
- Heteractis aurora (Quoy et Gaimard, 1833) — Anémone collier de perles
- Heteractis crispa (Hemprich et Ehrenberg in Ehrenberg, 1834) — Anémone-cuir
- Heteractis magnifica (Quoy et Gaimard, 1833) — Anémone magnifique
- Heteractis malu (Haddon et Shackleton, 1893) — Anémone délicate

## Galerie

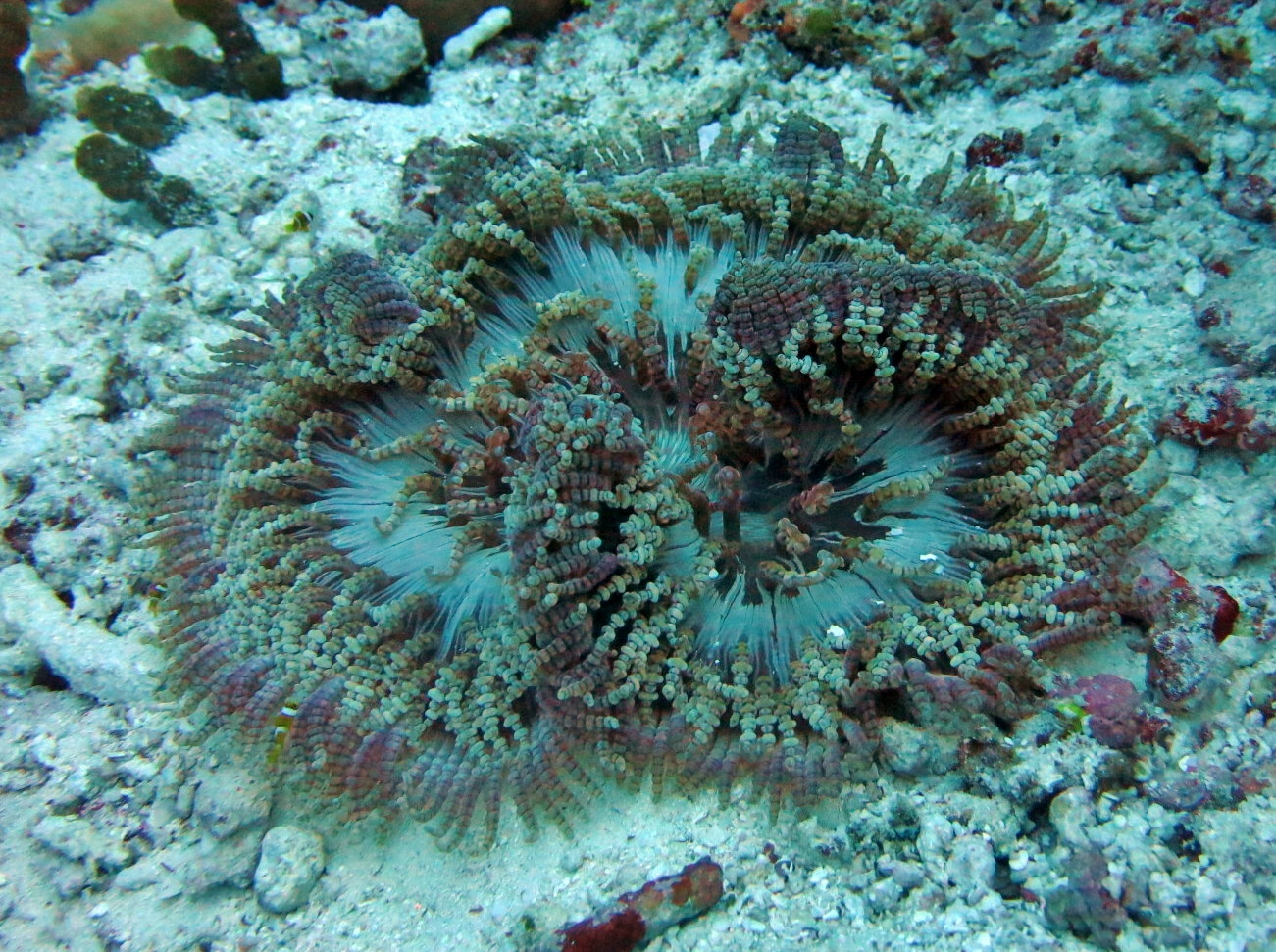
Heteractis aurora.
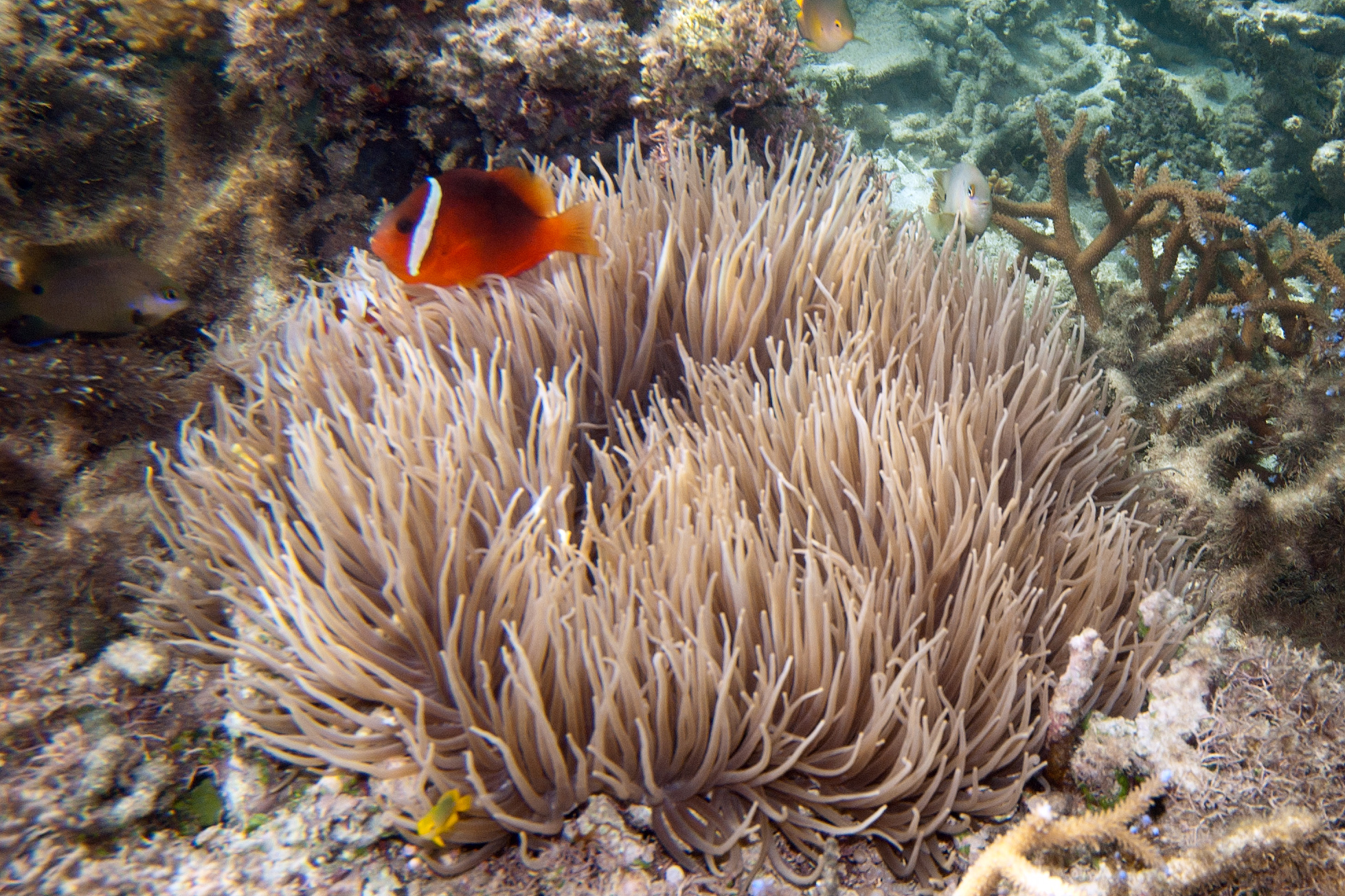
Heteractis crispa.
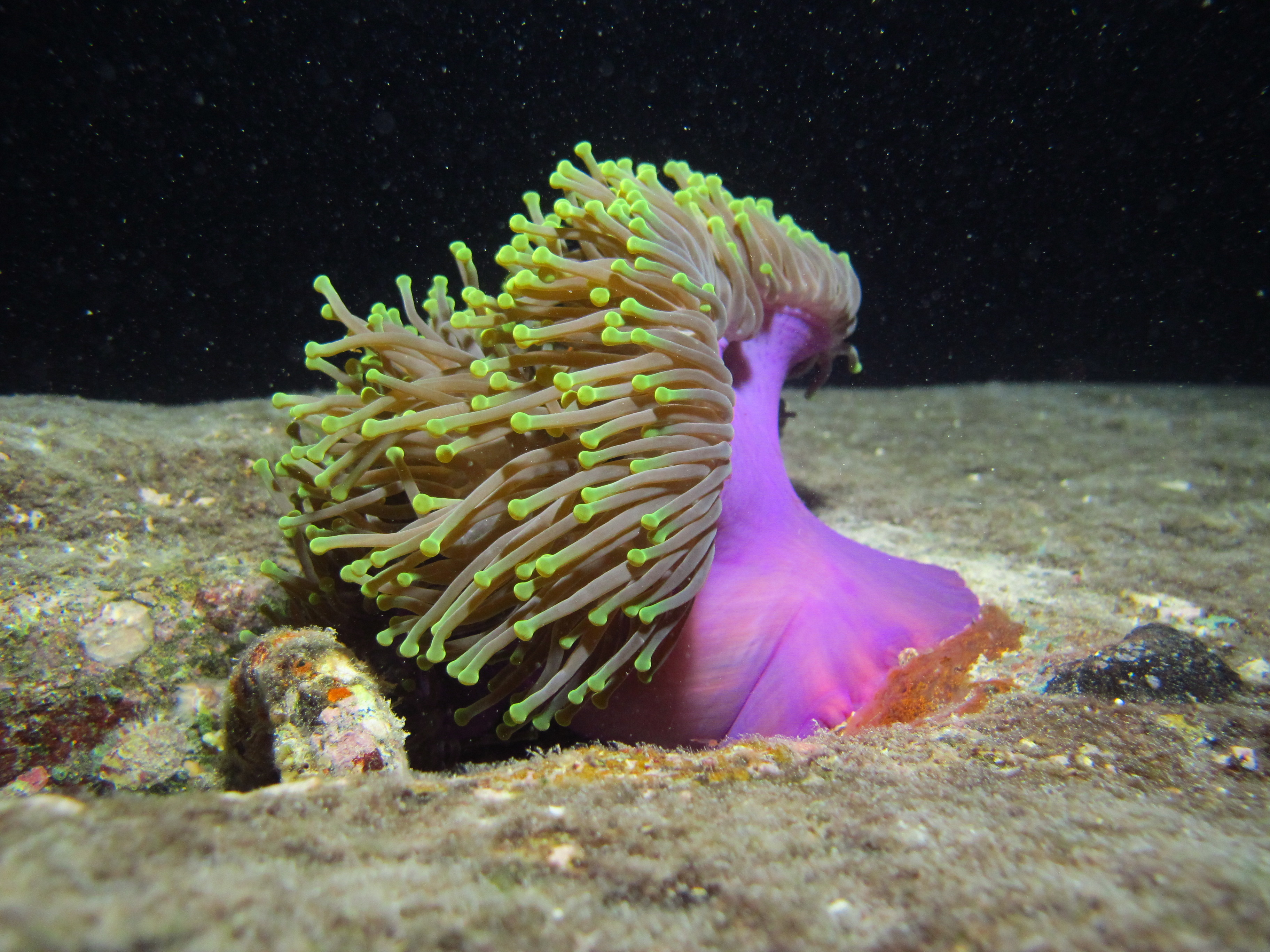
Heteractis magnifica.
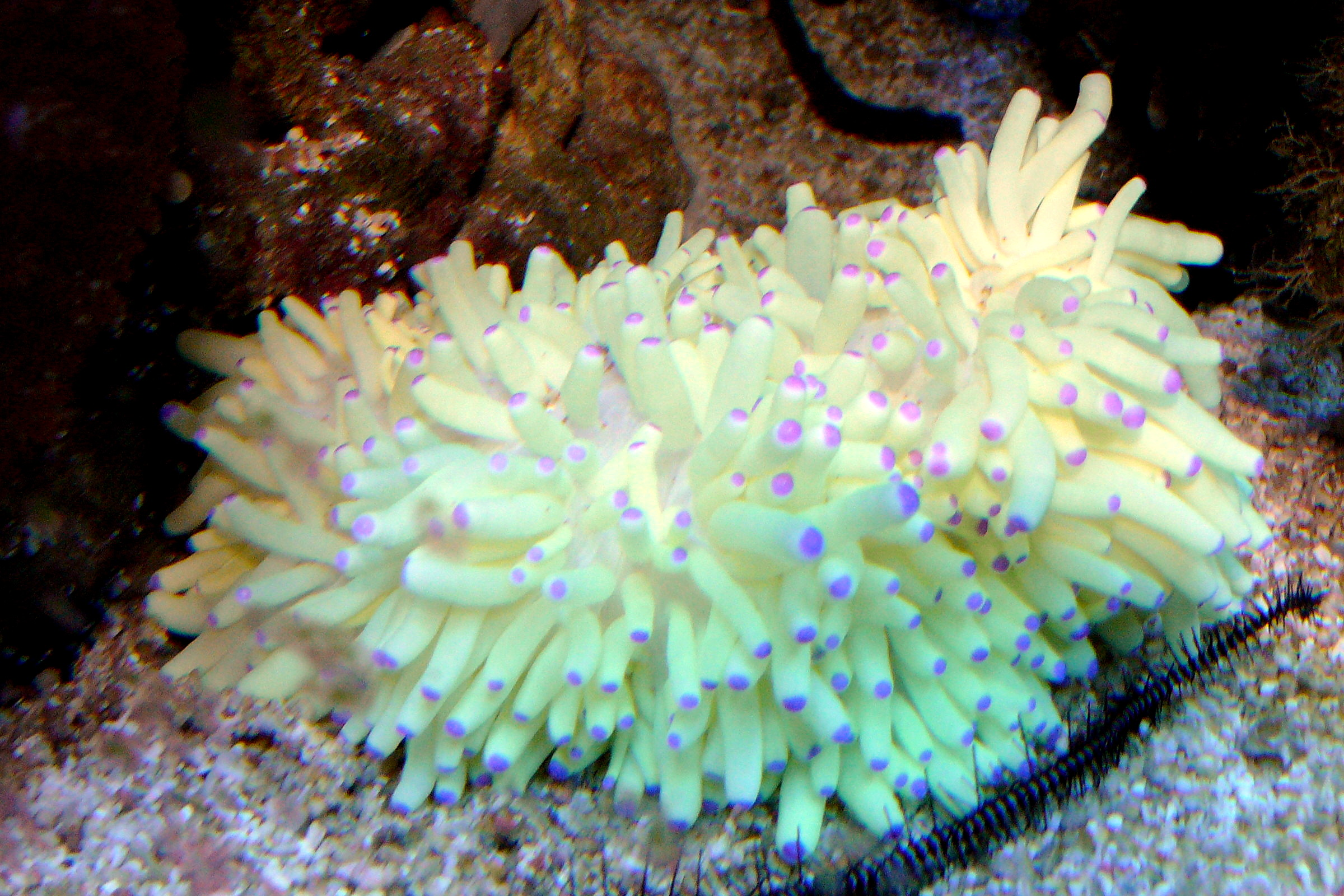
Heteractis malu.

## Systématique
La famille des Heteractidae a été créée en 1883 par le zoologiste italien Angelo Andres (1851-1934), et le genre Heteractis en 1851 par Henri Milne-Edwards (1800-1885) et Jules Haime (1824-1856),.
Le genre a été placé un temps dans la famille des Stichodactylidae[réf. nécessaire].

## Publication originale
- Famille des Heteractidae :
  - (it) Angelo Andres, « Le Attinie - Memoria del dott. Angelo Andres », Memorie - Classe di scienze fisiche, matematiche e naturali, Rome, 3e série, vol. 14,‎ 4 février 1883, p. 211-673 (lire en ligne).
- Genre Heteractis :
  - Milne-Edwards et Jules Haime, « Monographie des Polypiers Fossiles des terrains palæozoïques, précédée d'un tableau général de la classification des Polypes », Archives du Muséum d'histoire naturelle, Paris, Inconnu, vol. 5,‎ 1851, p. 1-504 (ISSN 1256-2629, OCLC 436735177, BNF 32701394, lire en ligne).